# Partitiv

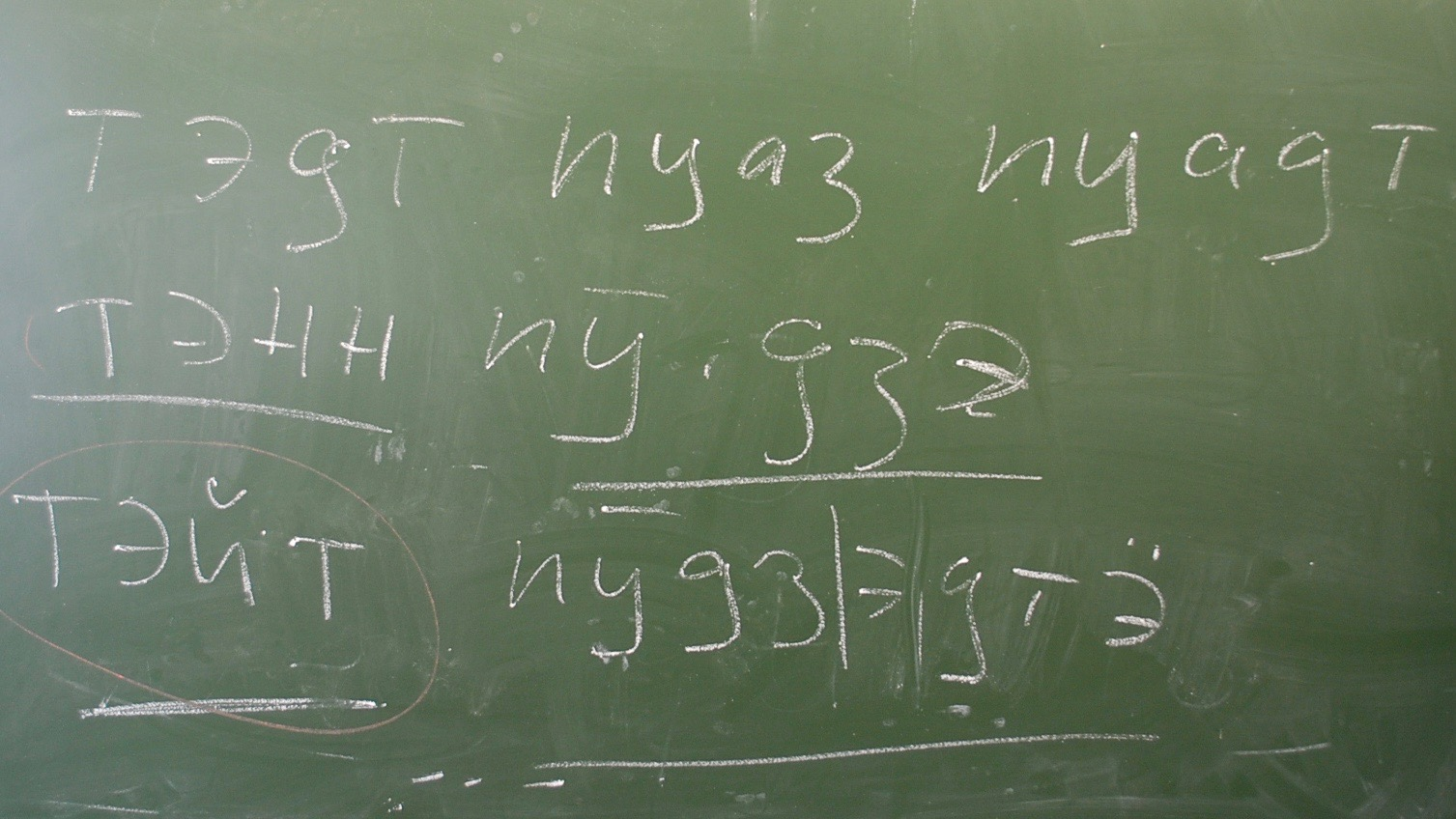
Ein nominales (unvollständiges) Flexionsparadigma aus dem Kildinsamischen auf einer Schreibtafel. Die Nominalphrase тэйт пӯдзэдтӭ (tejt pudzedte) „diese Rentiere“ illustriert Partitiv (пӯдзэ pudze ist Genitiv/Akkusativ und пуаз puaz Nominativ)

Der Partitiv ist ein Fall (Kasus) in einigen Sprachen, beispielsweise im Finnischen und Estnischen.
Diese Form der Deklination eines Substantivs, Adjektivs, Pronomens oder Numerales ist im Deutschen unbekannt. Man kann sich seine Bedeutung etwa als sehr ähnlich der des Akkusativs vorstellen, denn auch der Partitiv drückt das Objekt der Tätigkeit aus, im Unterschied zum Akkusativ wird beim Partitiv die Tätigkeit allerdings nur auf einen Teil des Objekts bezogen. Dieser Unterschied lässt sich auch im Deutschen ausdrücken oder ist im Deutschen mitunter mitverstehbar.
Die Substantivform des Nominatives ohne Artikel (z. B. „Autos“, „Häuser“ im Gegensatz zu „die Autos“, „die Häuser“) wird gegenüber Deutschlernenden häufig fälschlicherweise als Partitivform bezeichnet. Dies bildet jedoch keinen vollständigen Partitivfall, wie ihn etwa die finnische Sprache kennt, entspricht aber oft dessen Funktionen. In vielen Fällen lässt sich die partitive Bedeutung durch die Präposition „von“ (oder „aus“) verdeutlichen: „Ich trinke vom Wasser.“ (atelisch) im Ggs. zu „Ich trinke das Wasser.“, „Ich lese aus dem Buch.“ im Ggs. „Ich lese das Buch [fertig].“ (telisch).
Funktion im Vergleich zum Akkusativ:
Partitiv: Ich trinke Kaffee. (= Ich nehme einen Schluck von meinem Kaffee, ich trinke vom Kaffee).
Akkusativ: Ich trinke einen/den Kaffee. (= Ich trinke einen Kaffee aus).
Partitiv: Ich hebe Geld ab. (um wieder Bargeld zu haben)
Akkusativ: Ich hebe das Geld ab. (die Summe für eine bestimmte Anschaffung – oder: das gesamte verfügbare Geld)
- An mancher Stelle wird die Bezeichnung „Partitiv“ synonym für den französischen oder italienischen Teilungsartikel gebraucht, was mitunter irreführend ist, da es sich hierbei nicht um einen Kasus handelt.
- In den balto-slawischen Sprachen erfüllt oft der Genitiv die Funktion des Partitivs, so in Litauisch duok man vandens (gib mir Wasser, wörtlich: des Wassers) und in Lettisch glāze tējas (ein Glas Tee, wörtlich: Glas des Tees) im Gegensatz zu tējas glāze (Teeglas, wörtlich: des Tees Glas).
- Auch im Lateinischen ist der „partitivus“ eine Genitivfunktion.
- Im Mazedonischen wird eine Präpositionalphrase gebraucht, z. B. дај ми од тие јаболки (gib mir von diesen Äpfeln).
- Im Serbischen wird eine solche Form offiziell als partitiver Genitiv bezeichnet, z. B. Сипај кафu! (Schenke Kaffee ein!).
- In manchen Sprachen wird der Partitiv wie ein Numerus verwendet, nicht wie ein Fall.